# Madame Pompadour
Jeanne Antoinette Poisson, markiza de Pompadour, po mężu Jeanne Antoinette Le Normant d'Étiolles, zwana Madame de Pompadour (ur. 29 grudnia 1721 w Paryżu, zm. 15 kwietnia 1764 w Wersalu) – markiza (czyli margrabina), metresa króla Francji Ludwika XV. Organizatorka rautów i balów na dworze królewskim w Wersalu, protektorka artystów, pisarzy i filozofów (m.in. Woltera, Monteskiusza, Diderota). Wywierała duży wpływ na awanse na dworze królewskim. Z jej inicjatywy powstała szkoła wojskowa w Paryżu i fabryka porcelany w Sèvres.
W roku 1741 (w wieku 19 lat) poślubiła Karola Wilhelma Le Normant d'Etiolles. Miała z nim dwoje dzieci: chłopca, który zmarł w rok po urodzeniu i córkę Alexandrine-Jeanne (10 sierpnia 1744 – 15 czerwca 1754),  zwaną Fanfan. Po jej śmierci de Pompadour załamała się i nigdy się nie podniosła. 

## Królewska faworyta
Miłość, a potem szczere przywiązanie Ludwika XV do markizy de Pompadour, trwało od pierwszego ich spotkania w 1745 roku, kiedy to rezolutna 24-latka wdarła się na bal maskowy w Wersalu, aż do jej śmierci. Skandalem dworskim było jej niskie pochodzenie (mimo którego otrzymała solidne wykształcenie), ale dla króla nie miało to znaczenia.
Natychmiast oczarowała Ludwika urodą i urokiem osobistym. Hrabia Dufort du Cheverny pisał o niej:

Nie było takiego mężczyzny, który nie zechciałby mieć jej za kochankę, gdyby leżało to w jego mocy. Była wysoka, lecz niezbyt wielka; jej twarz była okrągła, a rysy miała regularne i wspaniałą cerę; śliczne dłonie i ramiona; oczy nie za duże, lecz nigdy nie widziałem drugich tak świetlistych, rozmigotanych i pełnych humoru. Cechowała ją krągłość gestów jak i figury. W jej obecności gasły wszystkie kobiety, nawet te najpiękniejsze.

Z czasem markiza straciła urok młodej kobiety o gładkiej skórze, kasztanowych włosach i zielono-brązowych oczach. Razem z urodą odeszło zainteresowanie króla, zwłaszcza że nie zadowalała już jego seksualnych wymagań. 
Utratę dawnego wdzięku pani de Pompadour rekompensowała bogatymi strojami i makijażem. Pewnego wieczoru pokazała się na salonach w sukni wartości 22 500 liwrów, za co można było kupić posiadłość ziemską.
Była znaną bywalczynią salonów paryskich, gdzie poznała między innymi Woltera, Duclosa oraz Monteskiusza. Markiza tworzyła przedstawienia teatralne i organizowała festyny i bale. Zakupiła kilka niewielkich pałacyków, które namiętnie remontowała i przebudowywała, dając zatrudnienie artystom, którzy wypełniali je dziełami sztuki. Każda z tych rezydencji była małym arcydziełem odznaczającym się kameralnością, co pozwalało odpocząć od blichtru Wersalu (zobacz rokoko).
By zadowolić króla, organizowała w swych apartamentach przedstawienia teatralne i operowe, w których sama brała udział. Po jej pierwszym występie monarcha podszedł do niej i wyznał: Jesteś najbardziej czarującą kobietą we Francji!.
Zbudowała też w podwersalskim Trianon oranżerię i system szklarni, by król miał codziennie świeże warzywa i cytrusy, jakich nie mogła zaoferować mu kuchnia dworska.

## Ostatnie lata
Rola królewskiej faworyty nie była łatwa. Opinia francuska obwiniała ją za klęski oręża i dyplomacji francuskiej, stała się obiektem satyr i kąśliwych paszkwili. Najcięższym ciosem była dla niej śmierć niespełna dziesięcioletniej córki Fanfan.
W okresie, kiedy markiza nie była już kochanką króla, został utworzony Jeleni Park. Było to miejsce, do którego sprowadzano młode dziewczynki. 
Zmarła w 1764 po przebyciu choroby płuc, ku radości córek króla nazywanych Mesdames Tantes: Adelajdy, Wiktorii i Zofii.
Za życia markiza de Pompadour mawiała: żyjmy hucznie i wesoło, a po nas choćby potop! (fr. aprés nous le déluge). Załamany śmiercią Madame de Pompadour Ludwik XV dopiero po czterech latach, w roku 1768, wziął kolejną maîtresse-en-titre, kurtyzanę Madame du Barry.

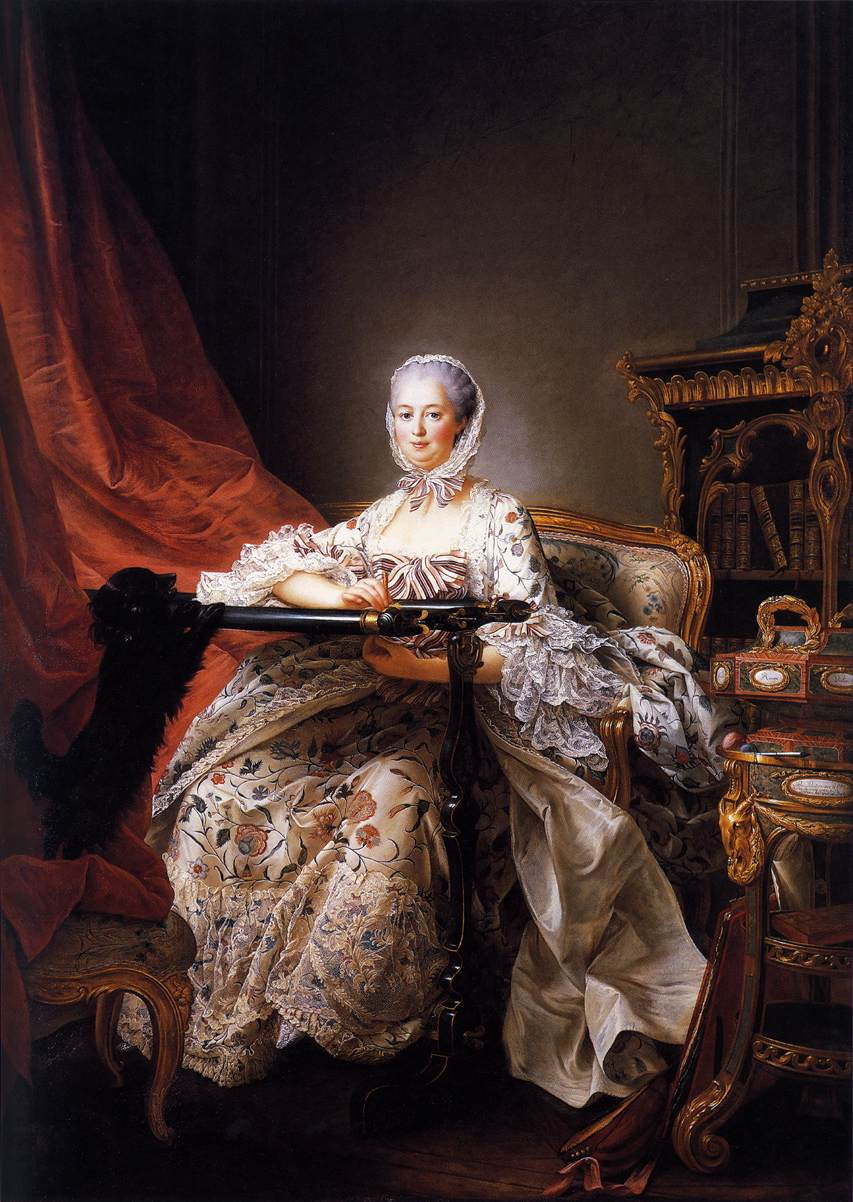
Portret markizy pędzla François-Huberta Drouais